# Guilt
Guilt je americký televizní seriál, vysílaný televizní stanicí Freefrom. Tvůrkyněmi seriálu jsou Kathryn Price a Nichole Millard. V hlavní roli Američanky, která studuje v Londýně a jejíž spolubydlící je zavražděna, se představila Daisy Head. ABC Family objednala pilotní epizodu v červnu 2015 a seriál byl vybraný v listopadu 2015. První díl měl premiéru 13. června 2016. Stanice prozradila, že seriál bude mít 10 epizod, ve kterých bude odhaleno, kdo Molly zabil. 20. října 2016 stanice oznámila zrušení seriálu.

## Obsazení
- Daisy Head jako Grace Attwood
- Emily Tremaine jako Natalie Attwood
- Cristian Solimeno jako D.S. Bruno
- Naomi Ryan jako Gwendolyn
- Kevin Ryan jako Patrick Ryan
- Zachary Fall jako Luc Pascal
- Simona Brown jako Roz
- Sam Cassidy jako Prince Theo
- Billy Zane jako Stan Gutterie

## Seznam dílů
| Číslo | Název                   | Režie                     | Scénář                          | Premiéra          | Sledovanost (v milionech) |
| ----- | ----------------------- | ------------------------- | ------------------------------- | ----------------- | ------------------------- |
| 1     | „Pilot“                 | Gary Fleder               | Kathryn Price a Nichole Millard | 13. června 2016   | 0,49                      |
| 2     | „American Psycho“       | Gary Fleder               | Kathryn Price a Nichole Millard | 20. června 2016   | 0,33                      |
| 3     | „Exit Wounds“           | Larry Shaw                | Nelson Soler                    | 27. června 2016   | 0,33                      |
| 4     | „Blood Ties“            | Larry Shaw                | Shaina Fewell                   | 11. července 2016 | 0,25                      |
| 5     | „The Eye of the Needle“ | Elizabeth Allen Rosenbaum | Todd Slavkin a Darren Swimmer   | 18. července 2016 | 0,29                      |
| 6     | „A Simple Plan“         | Elizabeth Allen Rosenbaum | Elle Triedman                   | 25. července 2016 | 0,30                      |
| 7     | „A Fall from Grace“     | Mairzee Almas             | Frederick Kotto                 | 1. srpna 2016     | 0,34                      |
| 8     | „Eyes Wide Open“        | Mairzee Almas             | Bryan Q. Miller                 | 8. srpna 2016     | 0,31                      |
| 9     | „The Crown v Atwood“    | Larry Shaw                | Todd Slavkin a Darren Swimmer   | 15. srpna 2016    | 0,30                      |
| 10    | „What Did You Do?“      | Larry Shaw                | Kathryn Price a Nichole Millard | 22. srpna 2016    | 0,40                      |

## Kritika
Seriál obdržel smíšené kritiky. Rotten Tomatoes seriálu dal 60 %. Metacritic přidělil seriálu 52 bodů ze 100 na základě 8 recenzí.